# Họ Chuồn chuồn ngô
Libellulidae là họ chuồn chuồn ngô lớn nhất thế giới. Họ này đôi khi được xem là bao gồm cả Corduliidae như là phân họ Corduliinae và Macromiidae như là phân họ Macromiinae. Thậm chí hai họ này không phải là phân họ của họ này, thì vẫn họ chuồn chuồn ngô này vẫn chứa hơn 1000 loài. Với phân bố toàn cầu, các loài chuồn chuồn ngô trong họ này được tìm thấy nhất trên thế giới. Chi Libellula phần lớn các loài Tân thế giới, nhưng cũng có một trong số các loài nguy cơ từ Nhật Bản - Libellula angelina. Nhiều loài trong chi này có màu sáng và cánh có dải.

## Các chi
Libelluidae chứa các chi sau:
- Acisoma Rambur, 1842
- Aethiothemis Martin, 1908
- Aethriamanta Kirby, 1889
- Agrionoptera Brauer, 1864
- Amphithemis Selys, 1891
- Anatya Kirby, 1889
- Anectothemis Fraser, 1954
- Antidythemis Kirby, 1889
- Archaeophlebia Ris, 1909
- Argyrothemis Ris, 1911
- Atoconeura Karsch, 1899
- Atratothemis Wilson, 2005
- Austrothemis Ris, 1909
- Bironides Förster, 1903
- Boninthemis Asahina, 1952
- Brachydiplax Brauer, 1868
- Brachygonia Kirby, 1889
- Brachymesia Kirby, 1889
- Brachythemis Brauer, 1868
- Bradinopyga Kirby, 1893
- Brechmorhoga Kirby, 1894
- Calophlebia Selys, 1896
- Camacinia Kirby, 1889
- Cannaphila Kirby, 1889
- Celebophlebia Lieftinck, 1936
- Celebothemis Ris, 1909
- Celithemis Hagen, 1861
- Chalcostephia Kirby, 1889
- Chalybeothemis Lieftinck, 1933
- Congothemis Fraser, 1953
- Cratilla Kirby, 1900
- Crocothemis Brauer, 1868
- Cyanothemis Ris, 1915
- Dasythemis Karsch, 1889
- Deielia Kirby, 1889
- Diastatops Rambur, 1842
- Diplacina Brauer, 1868
- Diplacodes Kirby, 1889
- Dythemis Hagen, 1861
- Edonis Needham, 1905
- Elasmothemis Westfall, 1988
- Eleuthemis Ris, 1910
- Elga Ris, 1911
- Epithemis Laidlaw, 1955
- Erythemis Hagen, 1861
- Erythrodiplax Brauer, 1868
- Fylgia Kirby, 1889
- Garrisonia Peñalva & Costa, 2007
- Hadrothemis Karsch, 1891
- Hemistigma Kirby, 1889
- Huonia Förster, 1903
- Hydrobasileus Kirby, 1889
- Hylaeothemis Ris, 1909
- Hypothemis Karsch, 1889
- Idiataphe Cowley, 1934
- Indothemis Ris, 1909
- Ladona Needham, 1897
- Lanthanusa Ris, 1909
- Lathrecista Kirby, 1889
- Leucorrhinia Brittinger, 1850
- Libellula Linnaeus, 1758 (gồm cả Plathemis)
- Lokia Ris, 1919
- Lyriothemis Brauer, 1868
- Macrodiplax Brauer, 1868
- Macrothemis Hagen, 1868
- Malgassophlebia Fraser, 1956
- Miathyria Kirby, 1889
- Micrathyria Kirby, 1889
- Micromacromia Karsch, 1890
- Microtrigonia Förster, 1903
- Misagria Kirby, 1889
- Nannodiplax Brauer, 1868
- Nannophlebia Selys, 1878
- Nannophya Rambur, 1842
- Nannophyopsis Lieftinck, 1935
- Nannothemis Brauer, 1868
- Neodythemis Karsch, 1889
- Nephepeltia Kirby, 1889
- Nesciothemis Longfield, 1955
- Nesogonia Kirby, 1898
- Nesoxenia Kirby, 1889
- Neurothemis Brauer, 1867
- Nothodiplax Belle, 1984
- Notiothemis Ris, 1919 –
- Notolibellula Theischinger & Watson, 1977
- Oligoclada Karsch, 1890
- Olpogastra Karsch, 1895
- Onychothemis Brauer, 1868
- Orchithemis Brauer, 1878
- Orionothemis Fleck, Hamada & Carvalho, 2009
- Orthemis Hagen, 1861
- Orthetrum Newman, 1833
- Oxythemis Ris, 1909
- Pachydiplax Brauer, 1868
- Pacificothemis Asahina, 1940
- Palaeothemis Fraser, 1923
- Palpopleura Rambur, 1842
- Paltothemis Karsch, 1890
- Pantala Hagen, 1861
- Parazyxomma Pinhey, 1961
- Perithemis Hagen, 1861
- Phyllothemis Fraser, 1935
- Planiplax Muttkowski, 1910
- Plathemis Hagen, 1861
- Pornothemis Krüger, 1902
- Porpacithemis Fraser, 1954
- Porpax Karsch, 1896
- Potamarcha Karsch, 1890
- Protorthemis Kirby, 1889
- Pseudagrionoptera Ris, 1909
- Pseudoleon Kirby, 1889
- Pseudothemis Kirby, 1889
- Pseudotramea Fraser, 1920
- Raphismia Kirby, 1889
- Rhodopygia Kirby, 1889
- Rhodothemis Ris, 1909
- Rhyothemis Hagen, 1867
- Risiophlebia Cowley, 1934
- Scapanea Kirby, 1889
- Selysiothemis Ris, 1897
- Sleuthemis Fraser, 1951
- Sympetrum Newman, 1833
- Tapeinothemis Lieftinck, 1950
- Tauriphila Kirby, 1889
- Tetrathemis Brauer, 1868
- Thalassothemis Ris, 1909
- Thermochoria Kirby, 1889
- Thermorthemis Kirby, 1889
- Tholymis Hagen, 1867
- Tramea Hagen, 1861
- Trithemis Brauer, 1868
- Trithetrum Dijkstra & Pilgrim, 2007
- Tyriobapta Kirby, 1889
- Uracis Rambur, 1842
- Urothemis Brauer, 1868
- Viridithemis Fraser, 1960
- Ypirangathemis Santos, 1945
- Zenithoptera Selys, 1869
- Zygonoides Fraser, 1957
- Zygonychidium Lindley, 1970
- Zygonyx Hagen, 1867
- Zyxomma Rambur, 1842

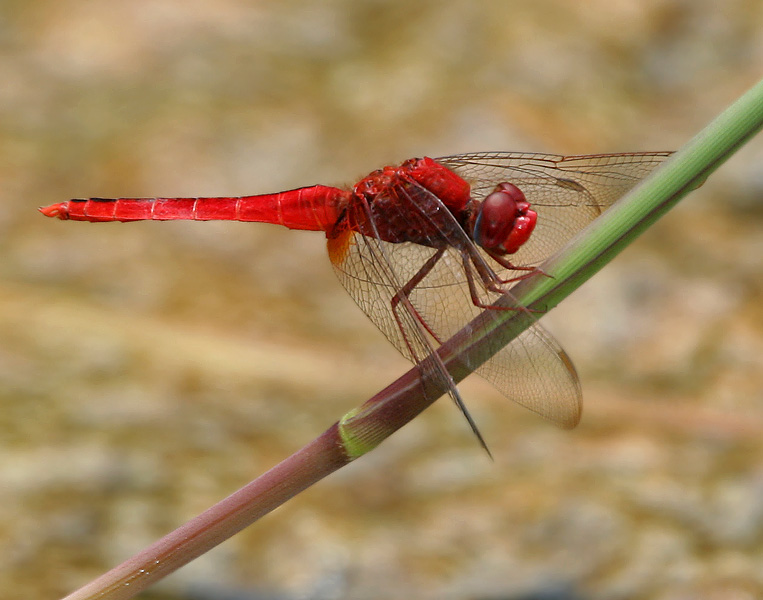
Crocothemis servilia
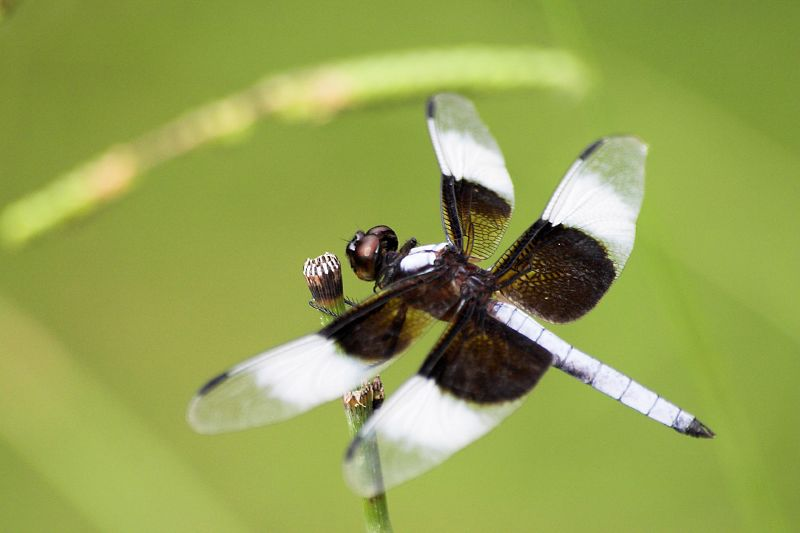
Libellula luctuosa
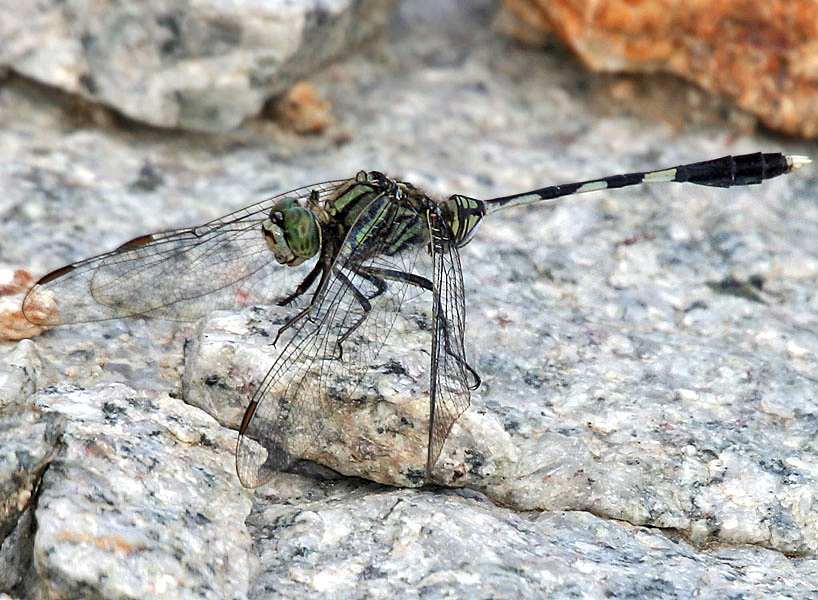
Orthetrum sabina
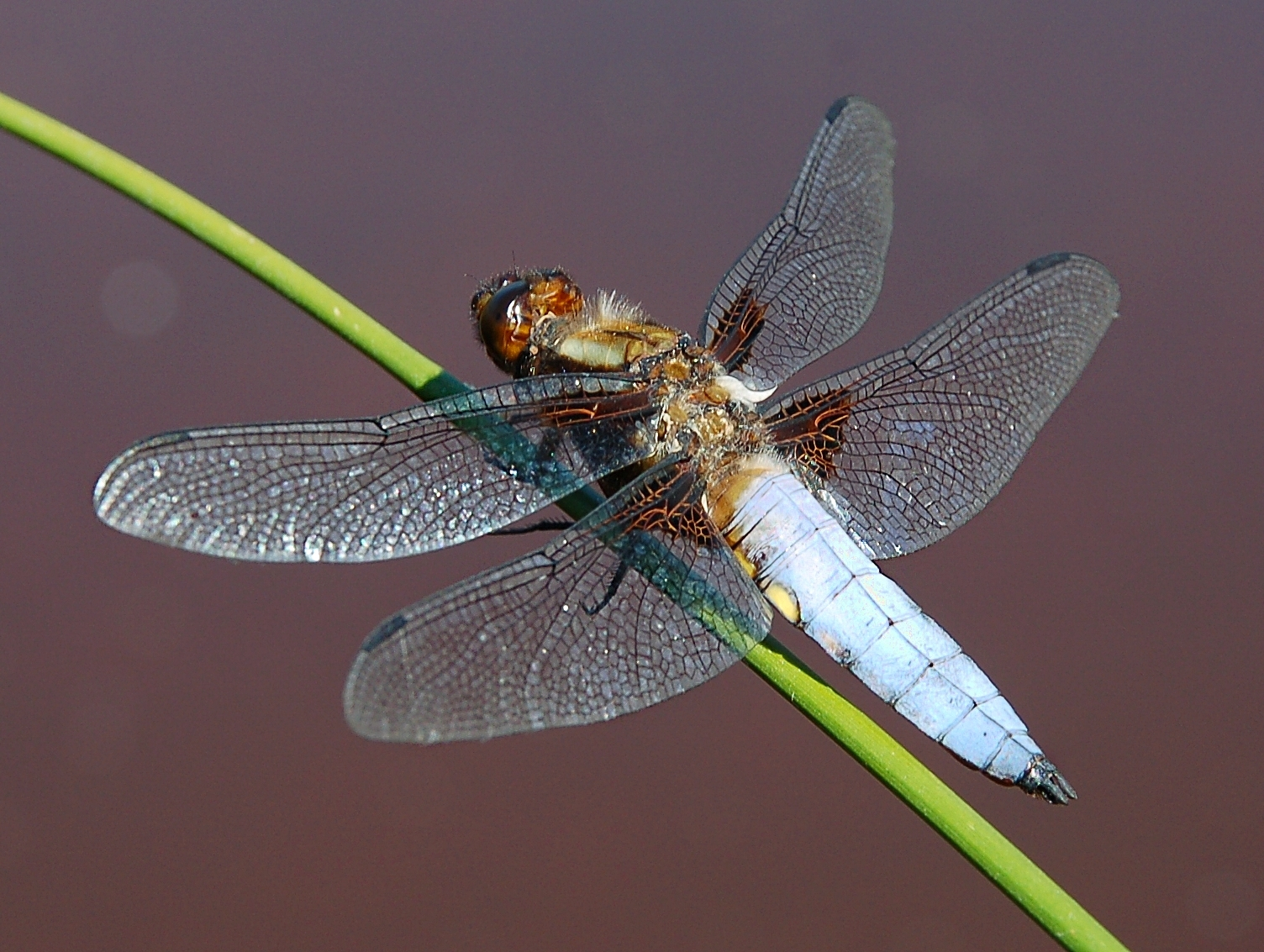
Libellula depressa
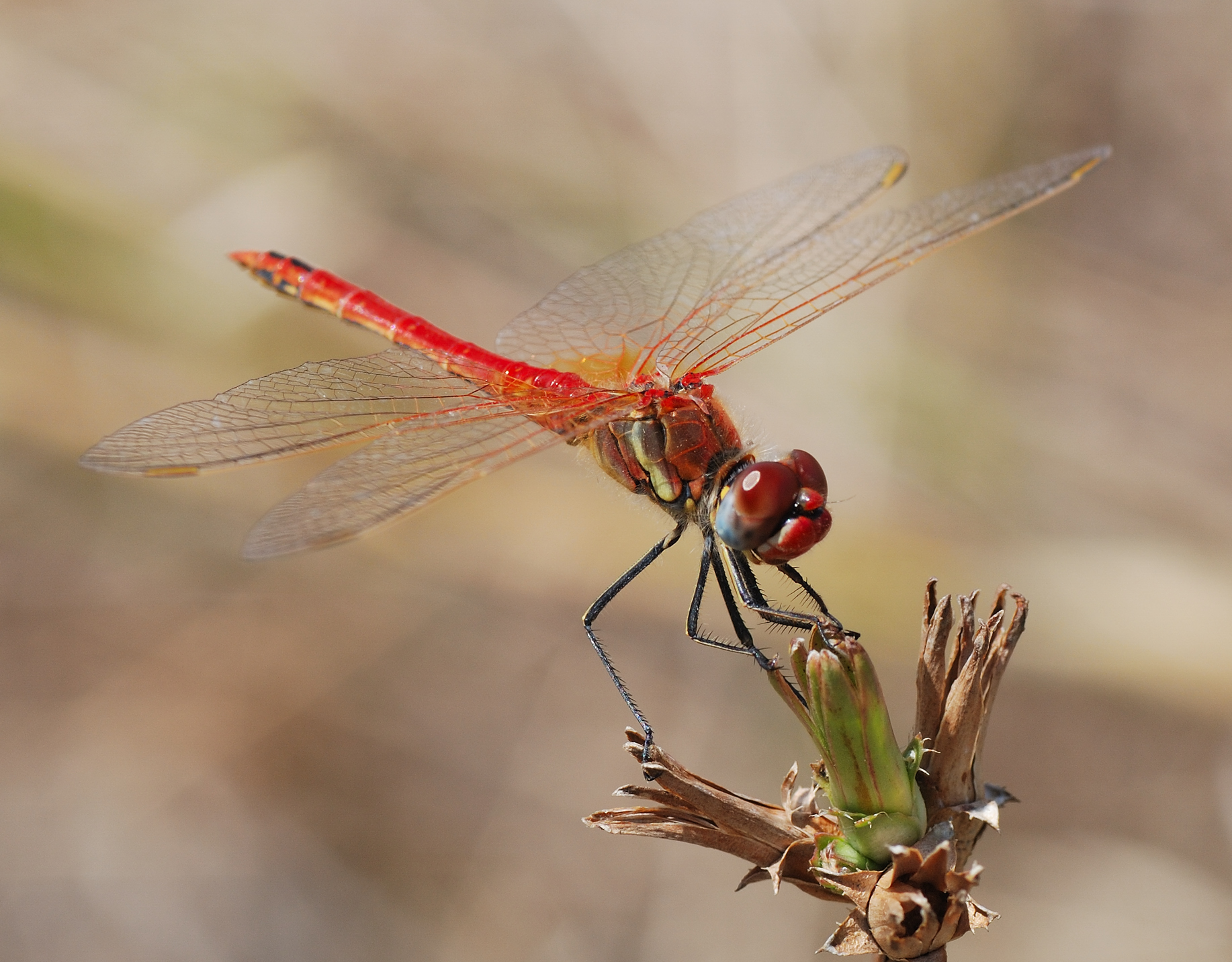
Sympetrum fonscolombii
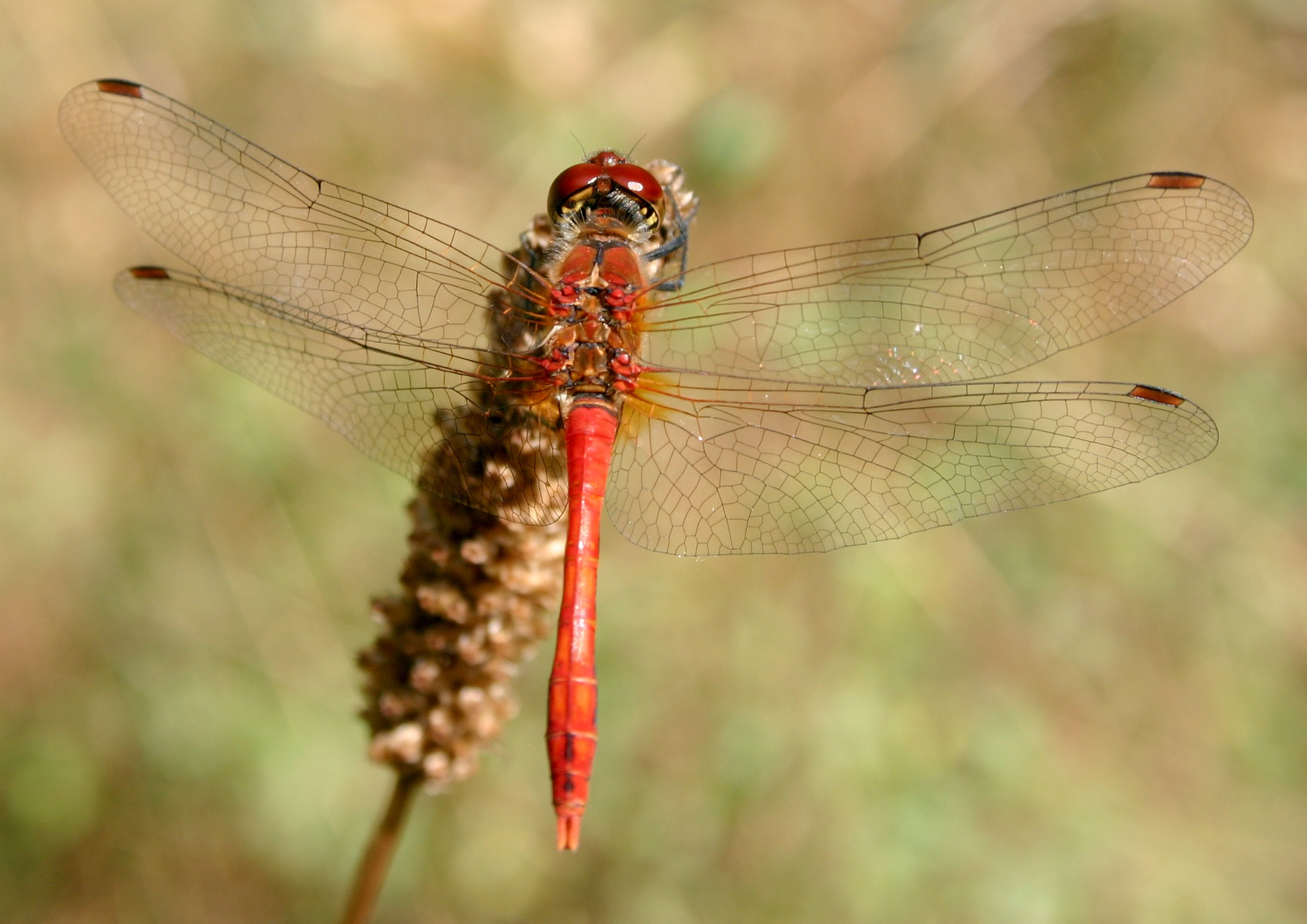
Sympetrum sanguineum
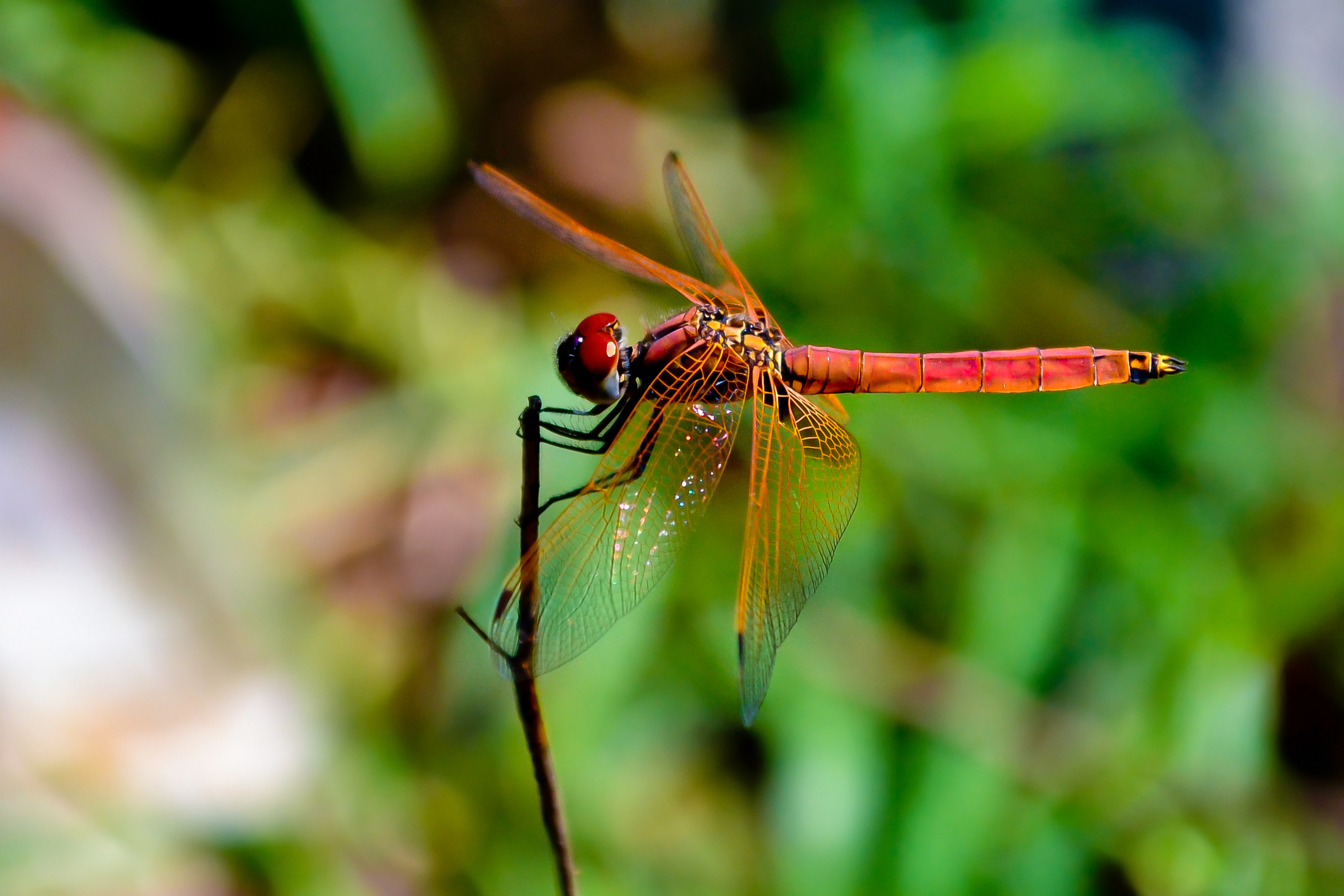
Trithemis aurora
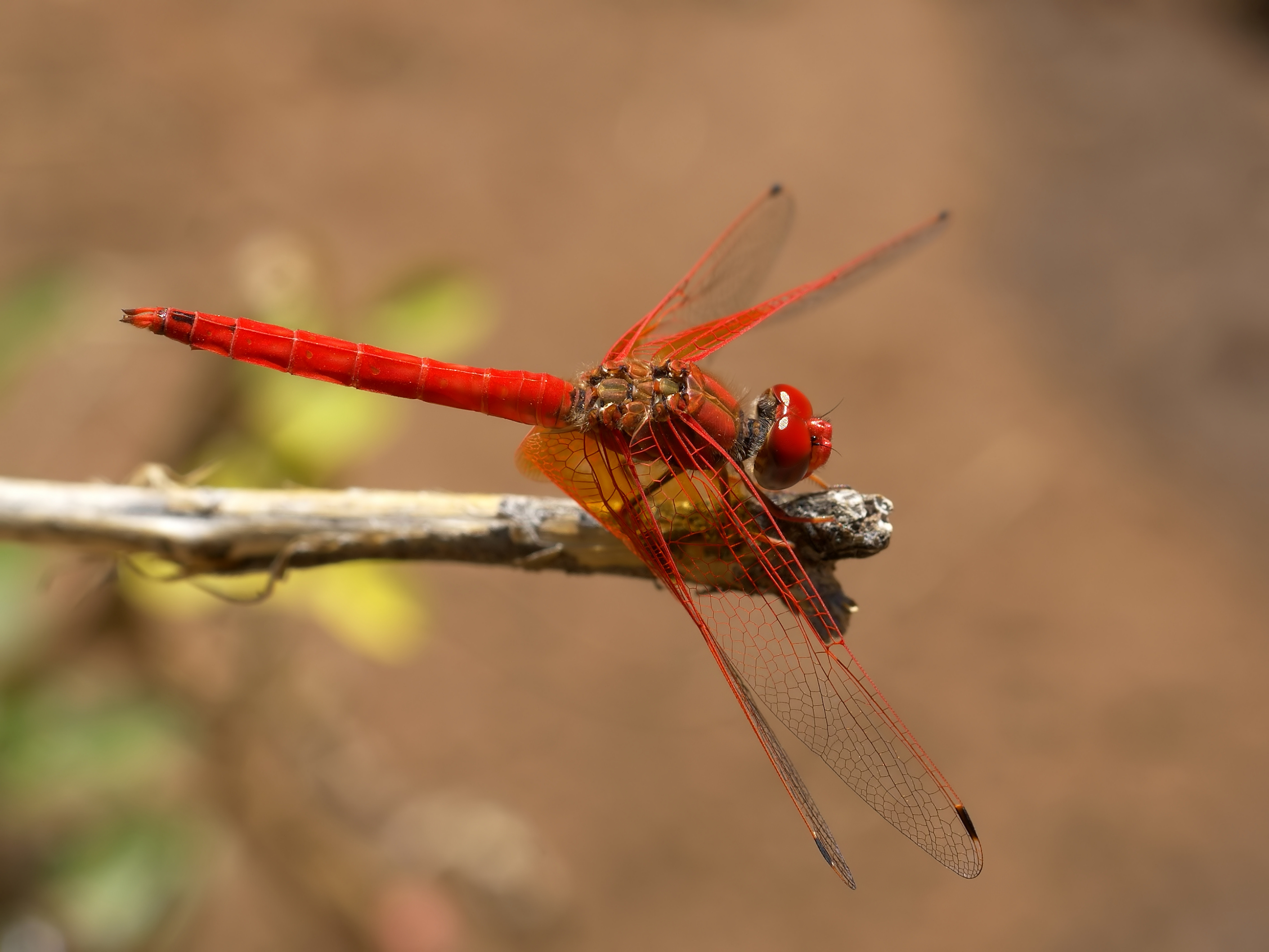
Trithemis kirbyi
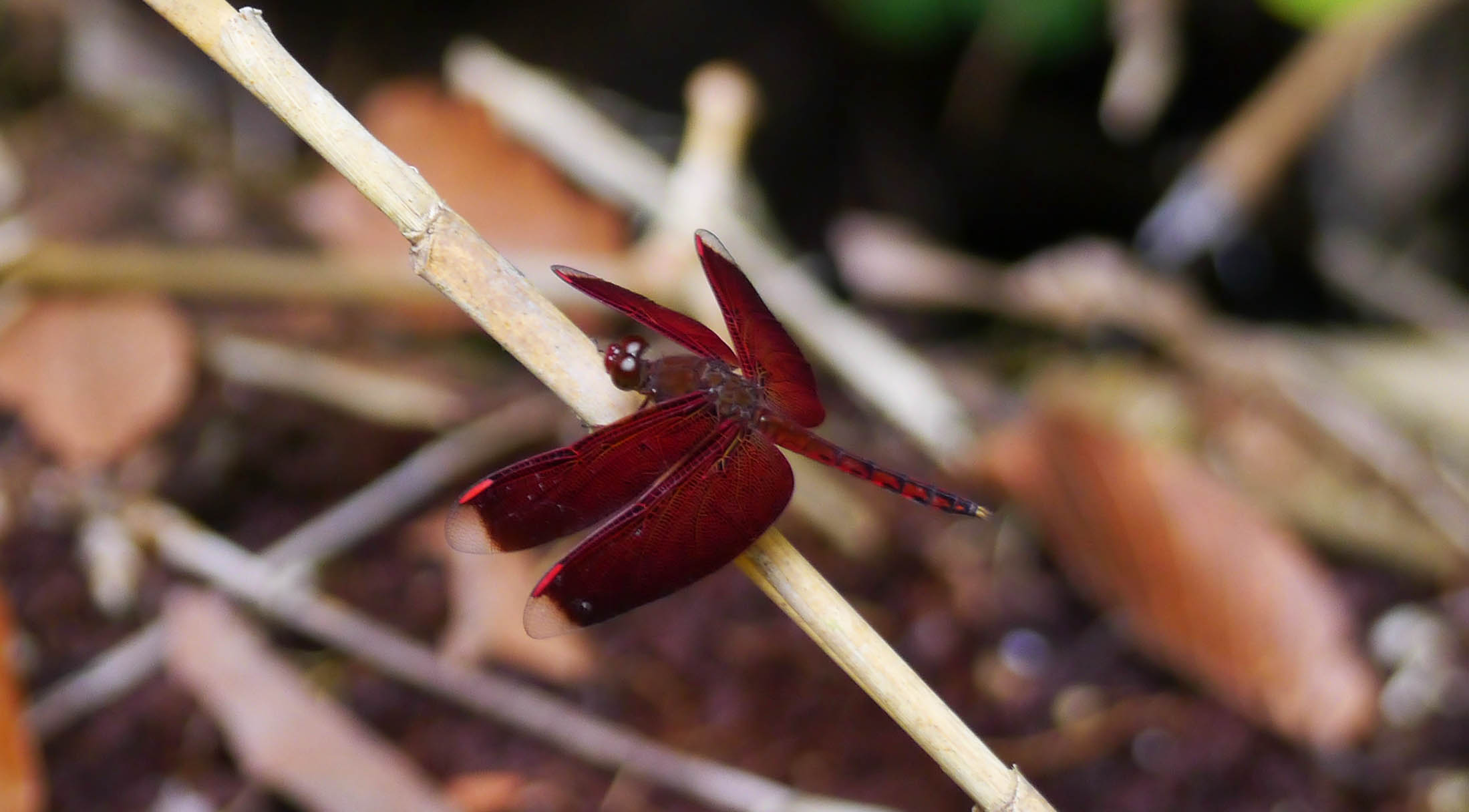
Neurothemis terminata